# Hepatus pudibundus
 (décembre 2017).
Si vous disposez d'ouvrages ou d'articles de référence ou si vous connaissez des sites web de qualité traitant du thème abordé ici, merci de compléter l'article en donnant les références utiles à sa vérifiabilité et en les liant à la section « Notes et références ».
Espèce
Synonymes
- Calappa angustata Fabricius, 1798[1]
- Cancer princeps Herbst, 1794[1]
- Cancer pudibundus Herbst, 1785[1]
- Hepatus calappoides Lamarck, 1818[1]
- Hepatus fasciatus Latreille, 1803[1]
- Hepatus tuberculatus de Saussure, 1858[1]

Hepatus pudibundus est une espèce de crabes de la famille des Hepatidae qui se rencontre au large du Brésil et de la Guyane et plus largement dans l'Ouest de l'océan Atlantique.